# 마산삼진중학교
마산삼진중학교(馬山三鎭中學校)는 대한민국 경상남도 창원시 마산합포구 진동면 진동리에 있는 사립 중학교이다.

## 학교 연혁
- 1947년 10월 16일 : 삼진중학교 개교 설립, 김봉재 이사장 취임
- 1950년 5월 10일 : 제1회 졸업식 거행
- 1951년 8월 31일 : 학제 변경으로 삼진중학교로 개칭
- 1990년 3월 7일 : 학교법인 해동학원 제2대 김소웅 이사장 취임
- 1999년 3월 1일 : 학제 변경으로 '마산삼진중학교' 로 교명 변경
- 2021년 7월 15일 : 학교법인 해동학원 제3대 김민수 이사장 취임
- 2022년 9월 1일 : 제15대 지성윤 교장 취임
- 2023년 2월 10일 : 제74회 졸업장 수여(졸업생 누계 13,611명)
- 2023년 3월 2일 : 5학급 122명 입학

## 참고 자료
- 마산삼진중학교 - 한국교육학술정보원 학교알리미